# 더 킹 오브 파이터즈 2002 언리미티드 매치
《더 킹 오브 파이터즈 2002 언리미티드 매치》(약칭 KOF 2002 UM)는 SNK 플레이모어가 제작한 2009년 대전 격투 게임이다. 2002년에 출시된 《더 킹 오브 파이터즈 2002》의 리메이크 작품이다. 《더 킹 오브 파이터즈 XI》에 참여했던 하시모토 히로아키가 원화를 맡았다.
원작의 그래픽을 재사용하지 않고 완전히 새로운 스테이지와 음악으로 무장했으며, 원작에서 삭제됐던 네스츠 사가 인물들을 빠짐없이 전부 추가하고 기존 플레이어 캐릭터들도 새로운 기술을 추가하는 등 많은 변경점을 가했다.
2009년 2월 26일 플레이스테이션 2로 처음 발매됐다. 시스템 보드 Y2 기판으로 게임플레이 균형이 조정된 오락실 버전인 '투극판'이 출시됐고, 이를 바탕으로 다시 플레이스테이션 2로 재조정판이 재발매됐다. 이후 2010년 엑스박스 라이브 아케이드, 2015년에는 마이크로소프트 윈도우, 2021년 플레이스테이션 4 이식판이 발매됐다.

## 게임플레이
《더 킹 오브 파이터즈 2002 언리미티드 매치》는 이야기가 존재하지 않고 전투에만 초점을 맞춘 '드림 매치' 게임이다. 원작 《더 킹 오브 파이터즈 2002》와 마찬가지로 《KOF '99》부터 《KOF 2001》에서 도입했던 스트라이커 시스템이 폐지됐으며, 따라서 초기 게임 시리즈처럼 한 플레이어가 3명을 고르는 3대3 대전 형식으로 진행된다.

### 등장인물
《KOF '99》부터 《KOF 2002》까지 아우르는 '네스츠 사가' 네 작품에 출연한 모든 인물들이 플레이어 캐릭터로서 등장한다. 유일한 예외는 《KOF 2001》에서 데뷔한 K9999으로, 타 작품에 대한 저작권 침해 우려로 이 작품만의 새 인물 네임리스로 교체됐다. 일반 플레이어 캐릭터와 보스 캐릭터 모두 합쳐 총 66명의 출연진으로 구성됐다.
| K' 팀                                           | 이카리 워리어즈 팀                        | 김 팀                                         | '97 스페셜 팀                            | 네스츠 팀                                                                                  |
| ----------------------------------------------- | ----------------------------------------- | --------------------------------------------- | ---------------------------------------- | ------------------------------------------------------------------------------------------ |
| - K' - 맥시마 - 윕                              | - 레오나 하이데른 - 클락 스틸 - 랄프 존스 | - 김갑환 - 장거한 - 최번개                    | - 야마자키 류지 - 블루 마리 - 빌리 칸    | - 쿨라 다이아몬드 - 폭시 - 앙헬                                                            |
| 일본 팀                                         | 사이코 솔저 팀                            | 아시아 삼연합 팀                              | 야가미 팀                                | 클론 팀                                                                                    |
| - 쿠사나기 쿄 - 니카이도 베니마루 - 다이몬 고로 | - 아사미야 아테나 - 시이 켄수 - 바오      | - 전훈 - 린 - 야부키 신고                     | - 야가미 이오리 - 매추어 - 바이스        | - 쿄-1 - 쿄-2 - 쿠나사기                                                                   |
| 아랑전설 팀                                     | 여성 격투가 팀                            | 뉴 페이스 팀                                  | 에이전트 팀                              | 기타 인물 및 보스                                                                          |
| - 테리 보가드 - 앤디 보가드 - 조 히가시         | - 킹 - 시라누이 마이 - 토도 카스미        | - 나나카세 야시로 - 셸미 - 크리스             | - 바네사 - 세스 - 라몬                   | - 네임리스 - 기스 하워드 - 게니츠 - 크리저리드 - 클론 제로 - 제로 - 이그니스 - 오메가 루갈 |
| 용호의 권 팀                                    | 미소녀 격투가 팀                          | 오로치 팀                                     | 마스터 팀                                | - 네임리스 - 기스 하워드 - 게니츠 - 크리저리드 - 클론 제로 - 제로 - 이그니스 - 오메가 루갈 |
| - 료 사카자키 - 로버트 가르시아 - 유리 사카자키 | - 리 샹페이 - 시조 히나코 - 이진주        | - 오로치 야시로 - 오로치 셸미 - 오로치 크리스 | - 하이데른 - 타쿠마 사카자키 - 친 겐사이 | - 네임리스 - 기스 하워드 - 게니츠 - 크리저리드 - 클론 제로 - 제로 - 이그니스 - 오메가 루갈 |

1. 1 2 3  특수 조작으로 《KOF '99》~《KOF 2001》에 기반한 엑스트라 캐릭터 버전을 선택가능

## 발매
《더 킹 오브 파이터즈 2002 언리미티드 매치》는 플레이스테이션 2 기종으로 일본에서 2009년 9월 26일 최초로 출시됐다. 대한민국에서는 WBA 인터렉티브가 9월 28일에 발매했다.
2010년 11월 3일 코드 미스틱스가 개발한 엑스박스 라이브 아케이드판이 출시됐으며, 이 판에서는 기존에 수록됐던 《더 킹 오브 파이터즈 2002》가 제외됐다. 2015년 2월 27일에 마이크로소프트 윈도우 이식판이 스팀을 통해 출시됐으며, 2018년 6월 1일에는 GOG.com으로도 출시됐다.
2020년 11월 11일에 스팀과 GOG.com으로 발매된 윈도우판의 온라인 대전 넷코드가 롤백 방식으로 바뀌어 대전 환경을 개선한 업데이트가 실시됐다. 2021년 2월 9일에 이를 바탕으로 한 플레이스테이션 4 이식판이 발매됐다.

## 참조
1. ↑  영어: The King of Fighters 2002 Unlimited Match